# Unité urbaine de Montpellier
L'unité urbaine de Montpellier est, selon l'Insee, l'ensemble des communes ayant une continuité de bâti autour de la ville de Montpellier. Cette unité urbaine, ou agglomération dans le langage courant, regroupe 480 915 habitants dans 22 communes en 2022, sur une superficie de 310 km2, soit une densité de 1 551 habitants au km/2. Elle est la 12e agglomération la plus peuplée de France.

## Données générales
Selon les données de l'INSEE établies en 2010, l'unité urbaine de Montpellier regroupait 22 communes qui s'étendaient sur 310 km2.
En 2020, le nouveau zonage confirme le périmètre des 22 mêmes communes de l'unité urbaine.
Au recensement de 2022, l'unité urbaine de Montpellier rassemble 480 915 habitants, ce qui la place au 2e rang régional derrière Toulouse et devant Perpignan  et Nîmes. Elle se situe au 12e rang national, juste après celle de Strasbourg (11e rang national) et avant celle de Rouen (13e rang national).
En 2022, sa densité de population s'élève à 1 551 hab/km2. Par sa superficie, elle représente 5,08 % du territoire départemental mais, par sa population, elle regroupe 39,51 % de la population du département de l'Hérault.

Agglomérations de plus de 100000 habitants en France en 2022.

## Composition 2020 de l'unité urbaine
Elle est composée des 22 communes suivantes, selon le périmètre défini en 2020 :
| Nom                            | Code Insee | Département | Statut       | Superficie (km2) | Population (dernière pop. légale) | Densité (hab./km2) | Modifier                                    |
| ------------------------------ | ---------- | ----------- | ------------ | ---------------- | --------------------------------- | ------------------ | ------------------------------------------- |
| Montpellier (ville-centre)     | 34172      | Hérault     | ville-centre | 56,88            | 307 101 (2022)                    | 5 399              | modifier les données · modifier les données |
| Assas                          | 34014      | Hérault     | banlieue     | 19,11            | 1 430 (2022)                      | 75                 | modifier les données · modifier les données |
| Castelnau-le-Lez               | 34057      | Hérault     | banlieue     | 11,18            | 25 404 (2022)                     | 2 272              | modifier les données · modifier les données |
| Clapiers                       | 34077      | Hérault     | banlieue     | 7,69             | 6 010 (2022)                      | 782                | modifier les données · modifier les données |
| Le Crès                        | 34090      | Hérault     | banlieue     | 5,84             | 9 267 (2022)                      | 1 587              | modifier les données · modifier les données |
| Fabrègues                      | 34095      | Hérault     | banlieue     | 31,46            | 7 200 (2022)                      | 229                | modifier les données · modifier les données |
| Grabels                        | 34116      | Hérault     | banlieue     | 16,24            | 9 060 (2022)                      | 558                | modifier les données · modifier les données |
| Jacou                          | 34120      | Hérault     | banlieue     | 3,43             | 6 964 (2022)                      | 2 030              | modifier les données · modifier les données |
| Juvignac                       | 34123      | Hérault     | banlieue     | 10,83            | 13 776 (2022)                     | 1 272              | modifier les données · modifier les données |
| Lattes                         | 34129      | Hérault     | banlieue     | 27,83            | 17 592 (2022)                     | 632                | modifier les données · modifier les données |
| Lavérune                       | 34134      | Hérault     | banlieue     | 7,18             | 3 298 (2022)                      | 459                | modifier les données · modifier les données |
| Montferrier-sur-Lez            | 34169      | Hérault     | banlieue     | 7,70             | 4 117 (2022)                      | 535                | modifier les données · modifier les données |
| Pérols                         | 34198      | Hérault     | banlieue     | 6,01             | 9 541 (2022)                      | 1 588              | modifier les données · modifier les données |
| Prades-le-Lez                  | 34217      | Hérault     | banlieue     | 8,88             | 6 207 (2022)                      | 699                | modifier les données · modifier les données |
| Saint-Clément-de-Rivière       | 34247      | Hérault     | banlieue     | 12,73            | 5 140 (2022)                      | 404                | modifier les données · modifier les données |
| Saint-Gély-du-Fesc             | 34255      | Hérault     | banlieue     | 16,51            | 10 530 (2022)                     | 638                | modifier les données · modifier les données |
| Saint-Jean-de-Védas            | 34270      | Hérault     | banlieue     | 12,89            | 13 300 (2022)                     | 1 032              | modifier les données · modifier les données |
| Saint-Vincent-de-Barbeyrargues | 34290      | Hérault     | banlieue     | 2,24             | 760 (2022)                        | 339                | modifier les données · modifier les données |
| Saussan                        | 34295      | Hérault     | banlieue     | 3,60             | 1 926 (2022)                      | 535                | modifier les données · modifier les données |
| Teyran                         | 34309      | Hérault     | banlieue     | 10,04            | 4 729 (2022)                      | 471                | modifier les données · modifier les données |
| Vendargues                     | 34327      | Hérault     | banlieue     | 8,98             | 7 157 (2022)                      | 797                | modifier les données · modifier les données |
| Villeneuve-lès-Maguelone       | 34337      | Hérault     | banlieue     | 22,70            | 10 406 (2022)                     | 458                | modifier les données · modifier les données |

## Évolution démographique
L'évolution démographique ci-dessous concerne l'unité urbaine selon le périmètre défini en 2020.
| 1968    | 1975    | 1982    | 1990    | 1999    | 2006    | 2011    | 2016    | 2022    |
| ------- | ------- | ------- | ------- | ------- | ------- | ------- | ------- | ------- |
| 190 555 | 238 211 | 263 397 | 300 505 | 344 877 | 381 643 | 400 470 | 434 933 | 480 915 |